# Instruments de musique d'Inde
Vous pouvez aider à l'améliorer ou bien discuter des problèmes sur sa page de discussion.
- Il ne cite pas suffisamment ses sources. Vous pouvez indiquer les passages à sourcer avec {{référence nécessaire}} ou {{Référence souhaitée}}, et inclure les références utiles en les liant aux notes de bas de page. (Marqué depuis décembre 2018)
- Certaines informations devraient être mieux reliées aux sources mentionnées dans la bibliographie ou les liens externes. Améliorez sa vérifiabilité en les associant par des références. (Marqué depuis décembre 2018)

- Archive Wikiwix
- Bing
- Cairn
- DuckDuckGo
- E. Universalis
- Gallica
- Google
- G. Books
- G. News
- G. Scholar
- Persée
- Qwant
- (zh) Baidu
- (ru) Yandex
- (wd) trouver des œuvres sur Wikidata

Les instruments de musique d'Inde sont fort anciens et fort complexes. Il existe une grande variété d'instruments, avec de nombreuses variantes locales. Les éléments de lutherie tels la technique des multi-chevalets, les chevalets plats, les codes sympathiques, les cordes de bourdon, les manches creux, les mélanges de textures (métal, bois, cuir, os, ivoire, nacre), les tambours harmoniques, font de chacun de ces instruments une œuvre d'art en soi.
La musique indienne utilise des instruments qui lui sont propres mais elle a aussi intégré quelques instruments occidentaux depuis longue date comme le violon et l'harmonium, ou plus récemment: la mandoline ou le saxophone.

## Instruments à cordes (tata)

### Pincées
- Bîn
- Chaturangui
- Dotara
- Ektara
- Gopichant
- Jivari
- Khamak
- Malunga
- Mandoline
- Rabâb
- Sarod
- Sitar
- Surbahar
- Sursingar
- Swarmandal
- Tampura
- Suwata
- Tumbi
- Tuntina
- Vînâ (ou sarasvati vînâ, rudra vînâ, vichitra vînâ, gottuvadhyam vînâ et mohan vînâ)

### Frottées
- Esraj
- Dilruba
- Mayuri
- Onavillu
- Pena
- Ravanhatta
- Sarangi
- Sarinda
- Saz-e-kashmir
- Sorud
- Sringara
- Violin

### Frappées
- Onavillu
- Santoor
- Villu
- Villukottu

## Instruments à vent (sushira)
- Alghoza
- Bansurî
- Bhankora
- Clarinette
- Gogona
- Kombu
- Kulal
- kurudutu
- Kuzhal ou kurumkuzhal
- Mahurî
- Mohorî
- Mukha vînâ
- Murali
- Nâgasvaram
- Narsîgâ
- Ottu
- Pepa
- Pungi
- Ranasringa
- Satârâ
- Saxophone
- Shankh
- Shehnai
- Shruti box
- Sig
- Sringa
- Sumui
- Swarnai
- Vamsa
- Venu

## Instruments à clavier
- Benju ou Bulbul tarang
- Harmonium indien

## Instruments à percussion

### Idiophone (ghana)
- Brahmatâla
- Châr
- Chennala
- Chimpta ou chimta
- Dandâ ou dandî et dandiâ
- Gagrî
- Garâ ou ghara
- Ghatam ou ghata
- Ghunghuru
- Katta ou Karra
- Kôlu
- Kutam
- Kuzhittâlam ou kulitâlam
- Ilatâlam ou ilathalam et elathalam
- Jâlra ou kaimani
- Jal tarang
- Kartal
- Mâkti
- Manjira
- Moorchang
- Nattuva tâlam
- Nût
- Tâlam ou thalam
- Villâdivâdyam
- Yhanya

### Membranophone (avanaddha)
- Aravana
- Chenda ou cenda, cende et chande
- Damaru
- Dhôl
- Dholak
- Dokra
- Duff
- Dugdugi
- Dukkar
- Ghumot
- Hudko
- Hudukkâ
- Huruk
- Idakka ou edakkya
- Jorî
- Kanjira
- Khol
- Khurdak
- Madal
- Maddalam ou mattalam
- Mizhâvu ou milâvu
- Mridang
- Mulavu
- Nagara
- Nâl
- Pakhawaj
- Tablâ
- Tamak'
- Tasha
- Thappu
- Thavil ou takil
- Timila ou thimila
- Udukku
- Urumee

### Sources
- (en) S. Sadie, The New Grove Dictionary of Musical Instruments, Macmillan, London, 1985.